# Agoerodes differens
Agoerodes differens är en nattsländeart som beskrevs av Martin E. Mosely 1949. Agoerodes differens ingår i släktet Agoerodes och familjen kantrörsnattsländor. Inga underarter finns listade i Catalogue of Life.